# Balázs Hárai
Balázs Hárai (Budapest, 5 aprile 1987) è un pallanuotista ungherese, centroboa del Kaposvári. 
È stato campione del mondo con la propria nazionale a Barcellona 2013.

## Palmarès

### Club
- Campionato ungherese: 4

Honvéd: 2005, 2006, 2007
Eger: 2014
- Coppa d'Ungheria: 2

Honved: 2005, 2006
Eger: 2015
- Supercoppa d'Ungheria: 1

Honved: 2005
- Supercoppa LEN: 1

Honved: 2004

### Nazionale
- Olimpiadi

Tokyo 2020: 
- Mondiali

Barcellona 2013: 
Budapest 2017: 
- Europei

Eindhoven 2012: 
Budapest 2014: 
Belgrado 2016: 
Budapest 2020: 
- World League

Čeljabinsk 2013: 
Dubai 2014 
- Coppa del Mondo

Almaty 2014: